# 诺托哈丁格罗机场
诺托哈丁格罗机场（印尼语：Bandar Udara Notohadinegoro）是印度尼西亚东爪哇省任抹县的一座机场，主要服务该县的县治任抹。任抹机场的开通将泗水至任抹的旅程从4-7小时缩短到30分钟。机场附近有几座火山，火山活动会对机场运作造成影响，例如2015年拉翁火山喷发导致诺托哈丁格罗机场一度被关闭。
2017年，佐科·维多多总统表示将拨款3,700亿盾，延长任抹机场的跑道，工程将在2018年开始，工期两年。扩建工程完成后，2019年任抹机场的旅客量将达到36万人次，每日接待旅客1,000人次，每日至少3架中型飞机起降。

## 历史
诺托哈丁格罗机场始建于2003年，2005年机场落成，跑道长1,200米，前印尼总统阿卜杜拉赫曼·瓦希德到访任抹后便不再使用。2008年将跑道延长到1,560米，曾短暂使用，之后再次闲置。2014年7月16日，加鲁达印尼航空开通从泗水飞到任抹的航班，使用机型为ATR 72-600，最初每天仅有1个班次，后来增加到2班。2015年曾有计划在任抹机场建立一个飞行员学校。2017年8月，飞翼航空也开通了飞到任抹的航班。

## 设施
诺托哈丁格罗机场总占地面积120公顷，有一条1645米长x30米宽的跑道，另有141×18米的滑行道、68×96米的停机坪，以及920平方米的航站楼。未来扩建工程分为两个阶段，2018年扩建停机坪以容纳更大的飞机、研究延长跑道等以支撑机场运作；2019年开工的工程将把跑道扩建至2250米x45米，以供波音737客机起降，扩建航站楼及其他设备工程，另外修建5100米长x45米宽的机场检查道路，还将采购机场消防及救护服务车队。在这之后跑道又将再次被延长，达到2,500米的长度，另外还要修建朝觐者出发机场辅助设备。

## 航空公司和目的地
| 航空公司       | 目的地 |
| -------------- | ------ |
| 加鲁达印尼航空 | 泗水   |
| 飞翼航空       | 泗水   |

2016年泗水至任抹航班平均载客率79%，而任抹至泗水航班平均载客率达80%。

## 资料来源
1. 1 2  . www.busbandara.com. BusBandara.   [2017-11-11]. （原始内容存档于2017-10-24）.
2. ↑  . www.bbc.com. BBC中文网. 2015-07-17  [2017-11-11]. （原始内容存档于2017-11-12）.
3. ↑  . news.seehua.com. 诗华日报. 2015-07-11  [2017-11-11]. （原始内容存档于2017-11-12）.
4. 1 2  . www.guojiribao.com. 东爪哇新闻网任抹讯. 2017-08-16  [2017-11-11].[]
5. 1 2 3  . www.shangbaoindonesia.com. 印度尼西亚商报. 2017-08-25  [2017-11-11]. （原始内容存档于2017-08-26）.
6. ↑  . www2.jawapos.com. JAWA POS. 2014-11-10  [2017-11-11]. （原始内容存档于2015-01-28）.
7. ↑  . travel.kompas.com. KOMPAS. 2014-12-30  [2017-11-11]. （原始内容存档于2017-08-03）.
8. ↑  . beritajatim.com. beritajatim. 2015-01-14  [2017-11-11]. （原始内容存档于2017-08-03）.
9. ↑  . www.guojiribao.com. 国际日报. 2017-07-17  [2017-11-11]. （原始内容存档于2019-10-18）.
10. ↑  . qiandaoribao.com. 千岛日报. 2017-08-22  [2017-11-11]. （原始内容存档于2019-10-29）.